# Narciso Yepes

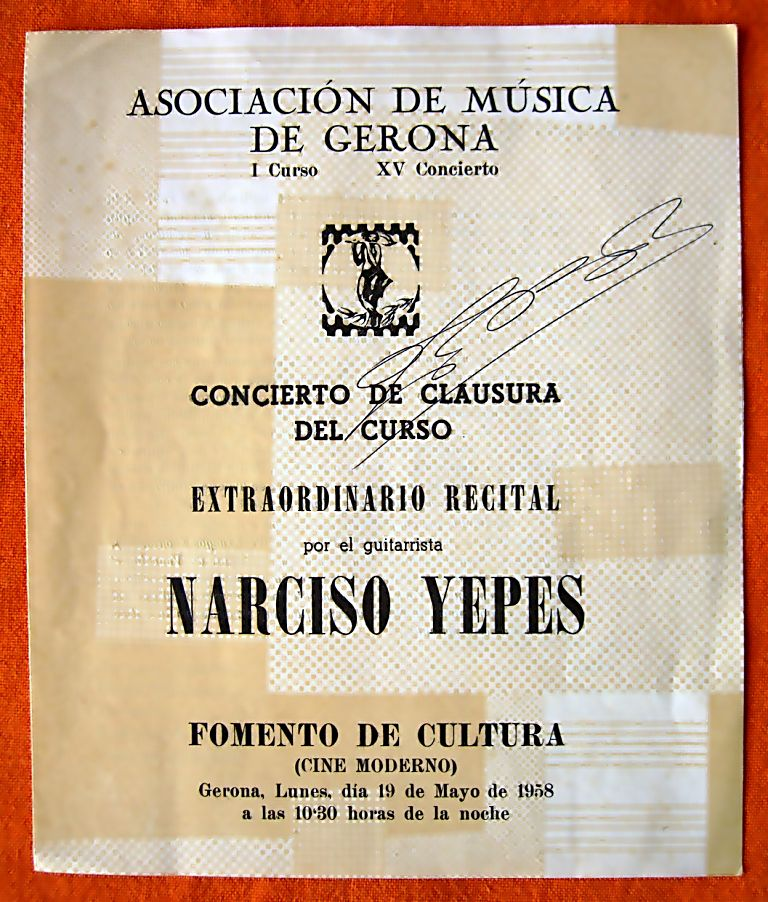
Firma de Narciso Yepes sobre el programa de uno de sus recitales en 1958

Narciso García Yepes (Lorca, 14 de noviembre de 1927-Murcia, 3 de mayo de 1997), más conocido como Narciso Yepes, fue un músico español conocido mundialmente por su trabajo como guitarrista clásico español.

## Biografía
Cuando cumplió los 13 años, comenzó a estudiar en el Conservatorio de Valencia con Vicente Asencio, famoso músico y pedagogo valenciano.
En 1947, interpretó en público por vez primera el Concierto de Aranjuez (de Joaquín Rodrigo), bajo la dirección del maestro Ataúlfo Argenta, lo cual le mereció celebridad inmediata.  
En 1951 descubrió su fe en Dios: "Mi vida de cristiano tuvo un largo paréntesis de vacío, que duró un cuarto de siglo. Me bautizaron al nacer, y ya no recibí ni una sola noción que ilustrase y alimentase mi fe... Desde 1927 hasta 1951, yo no practicaba, ni creía, ni me preocupaba lo más mínimo que hubiera o no una vida espiritual y una trascendencia y un más allá. Dios no contaba en mi existencia. Pero... luego pude saber que yo siempre había contado para ÉL. Fue una conversión súbita, repentina, inesperada... y muy sencilla. Yo estaba en París, acodado en un puente del Sena, viendo fluir el agua. Era por la mañana. Exactamente, el 18 de mayo. De pronto, le escuché dentro de mí... Quizás me había llamado ya en otras ocasiones, pero yo no le había oído. Aquel día yo tenía «la puerta abierta»... Y Dios pudo entrar. No sólo se hizo oír, sino que entró de lleno y para siempre en mi vida... Fue una pregunta, en apariencia, muy simple: «¿Qué estás haciendo?» En ese instante, todo cambió para mí".
En 1952, según su propia declaración, rescató y recompuso una canción tradicional para guitarra: Romanza española (anónimo), pieza musical incluida en la película Juegos prohibidos (Jeux Interdits, del director René Clément, 1952). 
En 1958 se casa con una joven polaca, estudiante de filosofía, llamada Marysia Szumlakowska Archivado el 10 de julio de 2020 en Wayback Machine.; con la que tuvo tres hijos: Juan de la Cruz (muerto en un accidente a los 18 años), Ignacio Yepes (compositor, flautista y director de orquesta), y Ana Yepes (bailarina y coreógrafa).
En 1964, Yepes comienza a utilizar y difundir la guitarra de diez cuerdas, Yepes en una entrevista dijo "yo no he creado nada, pues guitarras de 8, 10 o más cuerdas, desde los Siglos XVIII y XIX ya existían" Archivado el 24 de junio de 2021 en Wayback Machine., de ella obtenía mucho mejor resonancia y a la vez le facilitaba el tocar piezas de música barroca (originalmente escritas para laúd). Le incitó a la creación de esta nueva guitarra el desequilibrio sonoro debido a la falta de buena parte de los armónicos naturales en la guitarra de seis cuerdas. 

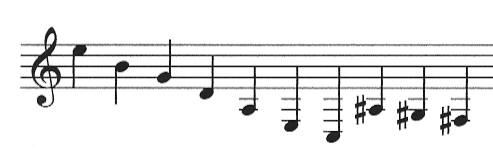
Afinación de la guitarra de diez cuerdas según Narciso Yepes.

El ingente repertorio de Narciso Yepes, aumentado por numerosas transcripciones de música de todas las épocas es, con seguridad, el más rico de todos los tiempos. La publicación de sus transcripciones y revisiones de partituras así como las múltiples grabaciones realizadas a lo largo de su carrera son referencia para estudiantes de guitarra de todo el mundo. 
El 25 de abril de 1987 participó como solista junto a la Orquesta de Valencia en el concierto inaugural del Palau de la Música de la ciudad del Turia, interpretando el Concierto de Aranjuez de Joaquín Rodrigo con Manuel Galduf a la batuta.
A partir de 1993, Narciso Yepes empezó a limitar sus apariciones públicas, debido a problemas de salud. Su último concierto fue en Santander, el 1 de marzo de 1996. Su gran trayectoria musical le hizo merecedor de multitud de premios y menciones. Murió en 1997 a causa de un cáncer linfático. Por voluntad propia sus cenizas fueron entregadas a la Comunidad de Monjas del monasterio de Santa María de Buenafuente del Sistal en la provincia de Guadalajara al que se sentía muy unido. Fue nombrado Amigo ilustre de Buenafuente.
Tuvo numerosos discípulos, varios de los cuales adoptaron su guitarra de diez cuerdas como instrumento.

## Discografía

### Para guitarra y orquesta
1. Salvador Bacarisse: "Concertino para guitarra y orquesta en la menor". Ernesto Halffter: "Concierto para guitarra y orquesta". Con la Orquesta Sinfónica de RTVE en 1980, dirigida por Odón Alonso.
2. Maurice Ohana: "Tres gráficos".
3. Antonio Ruiz-Pipó: "Tablas".
4. Con la Orquesta Sinfónica de Londres y Rafael Frühbeck de Burgos.
5. Joaquín Rodrigo: "Concierto de Aranjuez" y "Fantasía para un Gentilhombre". Con la Orquesta Sinfónica de RTVE y Odón Alonso.

Manuel María Ponce. Concierto del Sur interpretado en el homenaje a Andrés Segovia. 1987
1. Manuel Palau: "Concierto levantino". Con la Orquesta Nacional de España y Odón Alonso.
2. Antonio Vivaldi: "Concierto en RE mayor"; Manuel Palau: "Concierto levantino". Con la Orquesta Nacional y Odón Alonso.
3. Antonio Vivaldi: "Conciertos para guitarra, laúd y mandolinas", con Paul Kuentz dirigiendo la Chamber Orchestra.

### Solo guitarra
1. Cinco siglos de guitarra:
  1. Luis de Milán: "Seis pavanas".
  2. Luis de Narváez: "Canción del emperador y diferencias".
  3. Diego Pisador: "Pavana y Villanesca".
  4. Gaspar Sanz: "Suite española".
  5. Antonio Soler: "Dos Sonatas".
  6. Isaac Albéniz: "Malagueña".
  7. Manuel de Falla: "Homenaje a Debussy".
  8. Ernesto Halffter: "Madrigal".
  9. Federico Moreno Torroba: "Madroños".
  10. Xavier Montsalvatge: "Habanera".
  11. Maurice Ohana: "Tiento".
2. Fernando Sor: "24 estudios".
3. Heitor Villa-Lobos: "12 estudios y 5 preludios"
4. Johann Sebastian Bach: "Preludio", "Chacona en Re menor", "Zarabanda y Doble"; Silvius Leopold Weiss: "Fantasía en Mi menor y Suite en Mi mayor".
5. Música iberoamericana:
  1. Héctor Ayala: "Suite".
  2. Salvador Bacarisse: "Suite".
  3. Francis Poulenc: "Zarabanda".
  4. Vicente Asencio: "Homenajes".
  5. Gerardo Gombau: "Tres piezas de la Belle Époque".

Miguel Ángel Cherubito "Suite Popular Argentina"(seis piezas) Editorial Shott

## Grabaciones

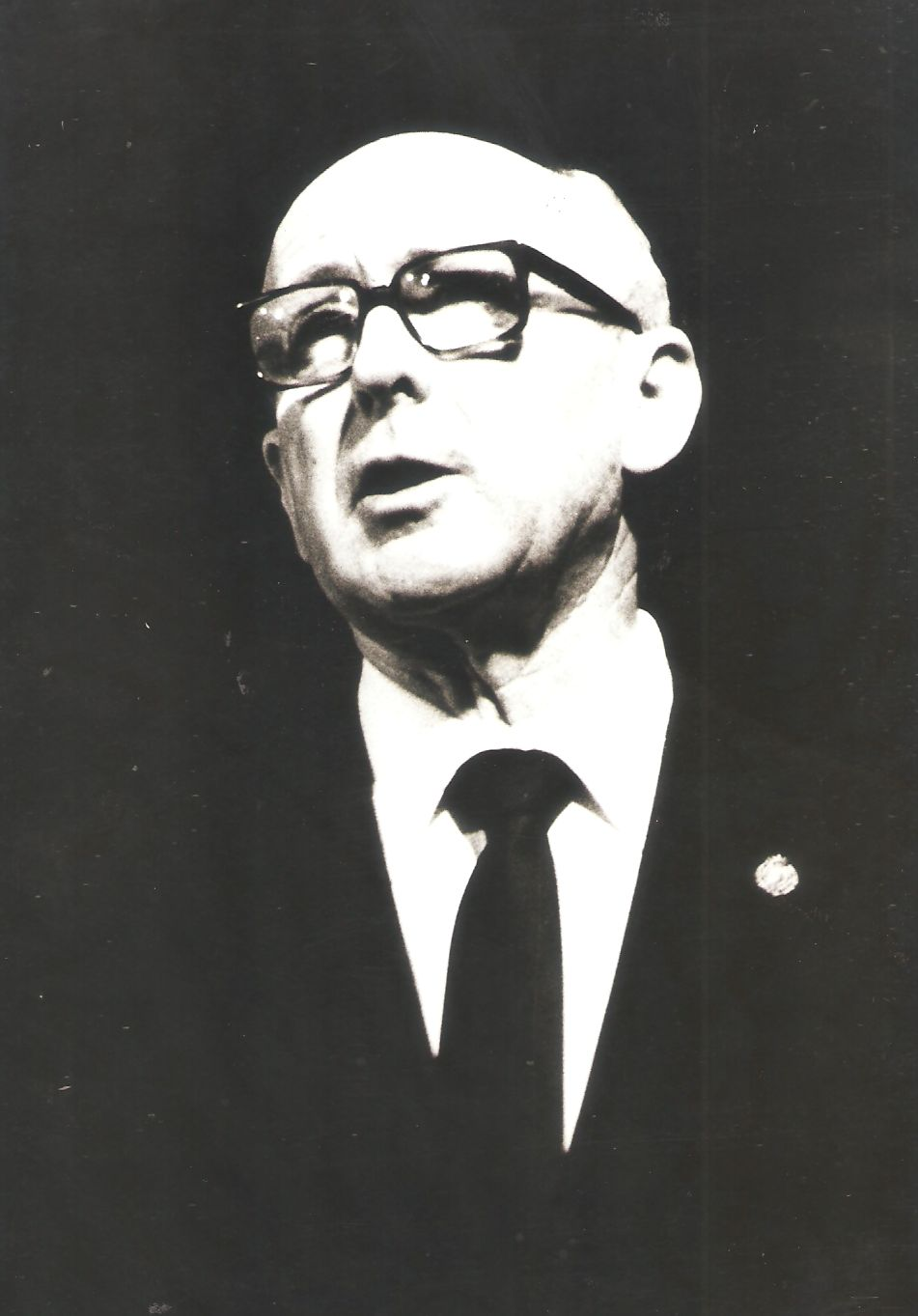
Foto de 1988.

### Concierto de AranjuezdeRodrigo
- 1º Mov.

- 2º Mov.

- 3º Mov.

### Concierto de Homenaje deAndrés Segoviaen 1987
- Discurso de Homenaje de Segovia

- Entrevista de Yepes

#### Fantasía para un gentilhombrede Rodrigo
- 1º Mov.

- 2º Mov.

- 3º Mov.

- 4º Mov.

#### Concierto n.º 1 en Re mayor, op. 99 deCastelnuovo-Tedesco
- 1º Mov.

- 2º Mov.

- 3º Mov.

#### Concierto del Sur dePonce
- 1º Mov. (a)

- 1º Mov. (b)

- 2º Mov.

- 3º Mov.

#### Recuerdos de la Alhambra
Suite Popular Argentina Miguel Ángel CherubitoSello Zafiro